# Paragymnopteris marantae
Paragymnopteris marantae (лусківниця південна як Notholaena marantae, нотолена марантова як Notholaena marantae) — вид рослин з родини птерисових (Pteridaceae), поширений у південній частині Європи, в північно-західній і східній Африці, західній Азії та Гімалаях.

## Опис
Багаторічна рослина 10–30 см заввишки. Кореневище повзуче, густо вкрите плівками. Листи шкірясті, на довгих черешках, у контурі ланцетні, двічі перисто-розсічені, зверху зелені, знизу густо вкриті бурими вузько-ланцетними плівками, сегменти 2-го порядку подовжені, тупі, цілокраї, найбільш нижні перисто-лопатеві. Соруси розміщені по всьому листку. Вічнозелений. 2n = 58.
Спороносить у липні — вересні.

## Поширення
Поширений у південній частині Європи (від Португалії до Криму), в північно-західній і східній Африці, західній Азії (від Кавказу до Ємену) та Гімалаях (Китай, Індія, Непал, Пакистан).
В Україні вид зростає на скелях — на ПБК.

## Загрози й охорона
Загрозами є специфіка екотопів, вузька екологічна амплітуда та мікрокліматичні умови нижнього гірського поясу, що лімітує проростання спор.
Занесений до Червоної книги Україні в статусі «Зникаючий». Охороняють у Карадазькому ПЗ та заказниках загальнодержавного значення «Аю-Даг» і «Новий Світ».